# Euglypta biplagiata
Euglypta biplagiata är en skalbaggsart som beskrevs av Mohnike 1873. Euglypta biplagiata ingår i släktet Euglypta och familjen Cetoniidae. Inga underarter finns listade i Catalogue of Life.